# 临济义玄
臨濟義玄（?—約866年），唐代禪宗高僧，名義玄，因居臨濟院，世稱臨濟義玄，為臨濟宗的開宗祖師。俗姓邢，曹州南華（今山東東明）人，咸通七年四月十日（866年5月27日）（根据任乃宏著《晚唐魏博节度使何弘敬生卒年小考》，以及许无云著《临济义玄》9章1节），在河北魏州贵乡县观音寺江西禅院迁化（根据《魏州故禪大德獎公塔碑》，其弟子存奖后来才移居兴化寺），唐懿宗敕諡慧照禪師，后雍正又追谥真常惠幽禅师。

## 生平
临济义玄幼负出尘之志，并以“孝”闻名乡里，先在官寺出家研习经律，后更衣游方至江西从黄檗希运禅师学法多年，由于三次问“如何是佛法大意？”三次被打，后又參高安大愚禅师 ，参加普请劳动。唐大中八年（854年），往镇州（今河北正定）滹沱河畔建临济院，受到当地军阀的皈依，广为弘扬黄檗希运禅师所倡启“般若为本、以空摄有、空有相融”的禅宗新法。这种禅宗新法，因义玄在临济院举一家宗风而大张天下，后世遂称之为“临济宗”，后去河北魏州贵乡县，在观音寺江西禅院去世，而黄檗寺也因之成为临济宗祖庭。
临济义玄上承南岳怀让、马祖道一、百丈怀海至黄檗希运的禅法，以其机锋凌厉，棒喝峻烈的禅风闻名于世，勸人不要執著拘泥，方能得到解脫。
臨濟義玄主张“以心印，心心不异”，后世有 “心心相印”一说。他的教育方法棒喝齐施，成语“当头棒喝”便源与此，而成语“摇头摆尾”也源于他和弟子元安的故事。现存《临济录》和《祖堂集》卷十九、《景德传灯录》卷十二、《五灯会元》等记载了他的生平事迹和禅法。

## 師承
- 黃檗希運

## 弟子

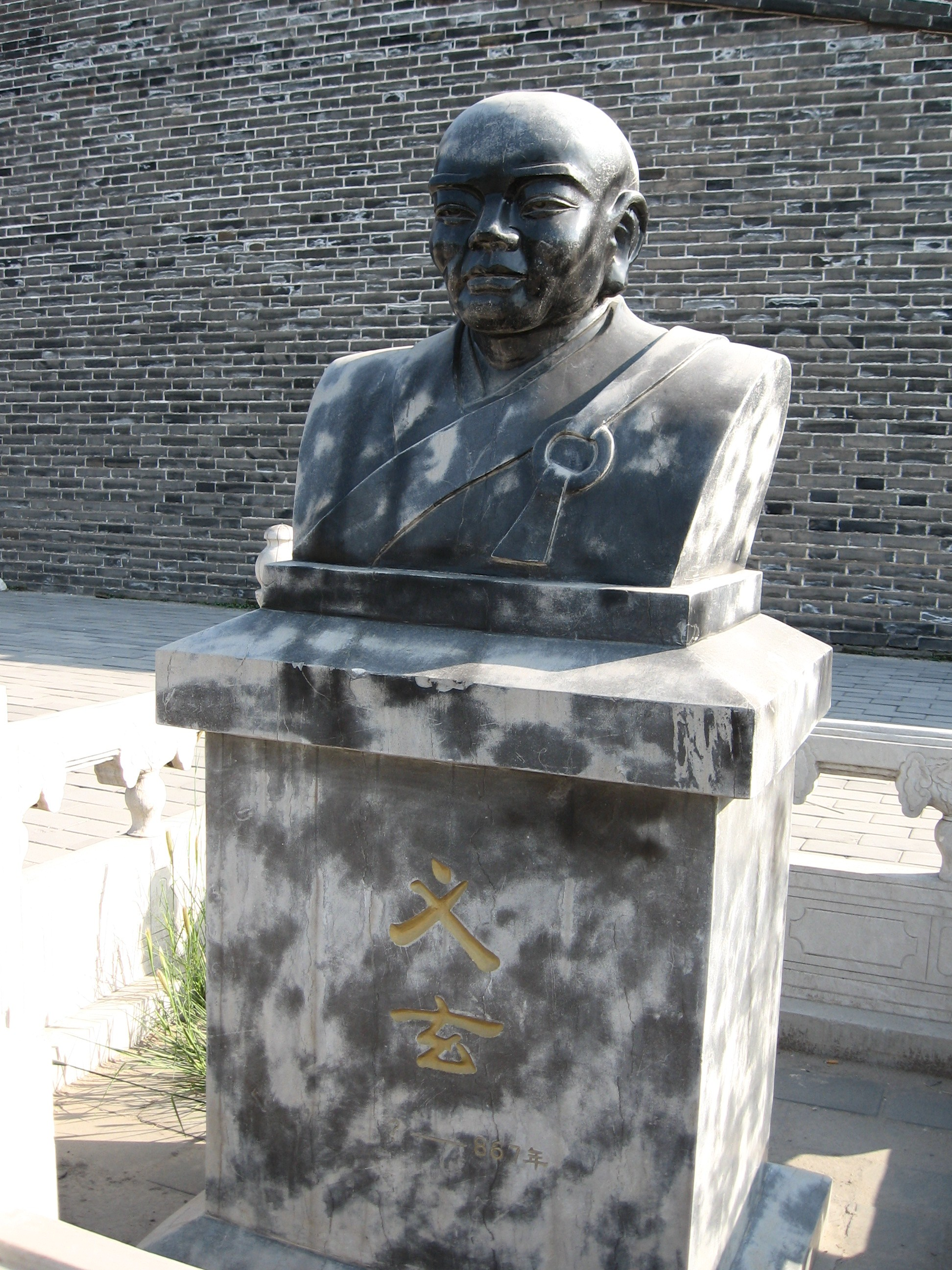
中国河北省正定县南城门（长乐门）内的臨濟义玄雕像。

- 興化存獎

- 三聖慧然

- 灌谿志閑

## 公案
临济一生留下了很多公案，其中有些已经被研究了无数遍。重要的如“无位真人”“无事是贵人”“喝”等。

## 言论
临济的言论见与《临济录》（全名《镇州临济慧照禅师语录》），以下为其中的摘录。
- 道流！佛法无用功处，只是无常无事，屙屎送尿，着衣吃饭，睏来即卧。
- 道流。你欲得如法见解。但莫受人惑。向裏向外。逢着便杀。逢佛杀佛。逢祖杀祖。逢罗汉杀罗汉。逢父母杀父母。逢亲眷杀亲眷。始得解脱。不与物拘。透脱自在。
- 道流！夫大善知识，始取毁佛毁祖，是非天下，排斥三藏教，骂辱诸小儿，向逆顺中觅人。

## 传承
- 中国：其宗派唐朝时建立，宋朝时分杨岐与黄龙两派。南宋时由于杨岐派传人大慧宗杲的活跃，临济宗成为中国佛教最大的宗派，一直到现在都有“临天下”的说法。
- 日本：临济宗宋朝时传入日本，成为日本佛教的重要宗派之一，而日本的黄檗宗，普化宗等也从临济宗中分出。
- 其他：古代临济宗在朝鲜半岛和越南等地传播，现代欧美由于“禅宗热”，临济宗已经遍布世界各地。

## 评价
- 明代净土宗高僧莲池大师在《竹窗随笔》中说“先德（大慧宗杲）有言‘临济若不出家，必作渠魁（盜寇首腦），如孙权曹操之属’。曷为乎以临济拟孙曹也？盖拟智，非拟德也！曹操谓生子当如孙仲谋，而孔明亦言，曹操用兵，仿佛孙吴，智可知矣！使其不以此智外役，而以此智内旋，举平生神机妙算，尽抵在般若上，则于道何有。又古云‘悉达若不出家。必作转轮圣王’。此兼智兼德之论也！大小殊而其意一也！”
- 柳田圣山在《临济的说法及其在思想史上的意义》中说“在中国佛教漫长的历史发展中，临济义玄和他的禅是最为杰出的。”也说“临济义玄的历史地位在于他最具有人间性，这一点远远超过他作为临济禅祖师的地位。”
- 铃木大拙在《禅学随笔》中说“临济是中国唐朝最伟大的一位禅师。”又在《禅与心理分析》中说“他可说是中国禅宗思想史上第一位禅师。”在《临济的基本思想》中说“临济可以说是个伟大的思想家。”
- 久松真一写的“临济禅师千百年忌祥月命日法语”中说“打破中世的他律神殿，杀却近世的自律人我，击碎古则千年旧壳，举起本源自性F.A.S.。”
- 奥修在《奧修喜歡的書》中说“臨濟是把禪的花朵從中國帶到日本去的那個人。他把禪的精神傳到日語當中，而且不但傳到了語言中，還傳入了文化、花道、詩歌、園藝與傢俱擺設。一個人、僅僅一個人，就改變了整個國家的生活方式。”在《临济义玄：超脱理性的师父》的序言中说“这三个名字，摩诃迦叶，菩提达摩，临济义玄，就好像喜马拉雅山脉上的三座巨峰。”
- 《剑桥中国史》中说临济“人们可以说他的思想是用了佛教思想做调料的庄子思想。”也说临济是“禅宗最伟大的一个人物。”
- 日本人称他的语录《临济录》为“语录之王”。柳田圣山在《坐禅的哲学》中说“《临济录》表现了禅思想的极致。”铃木大拙在《临济的基本思想》中说“‘人’的概念是全书的关键，也是真正禅宗精神的核心。”

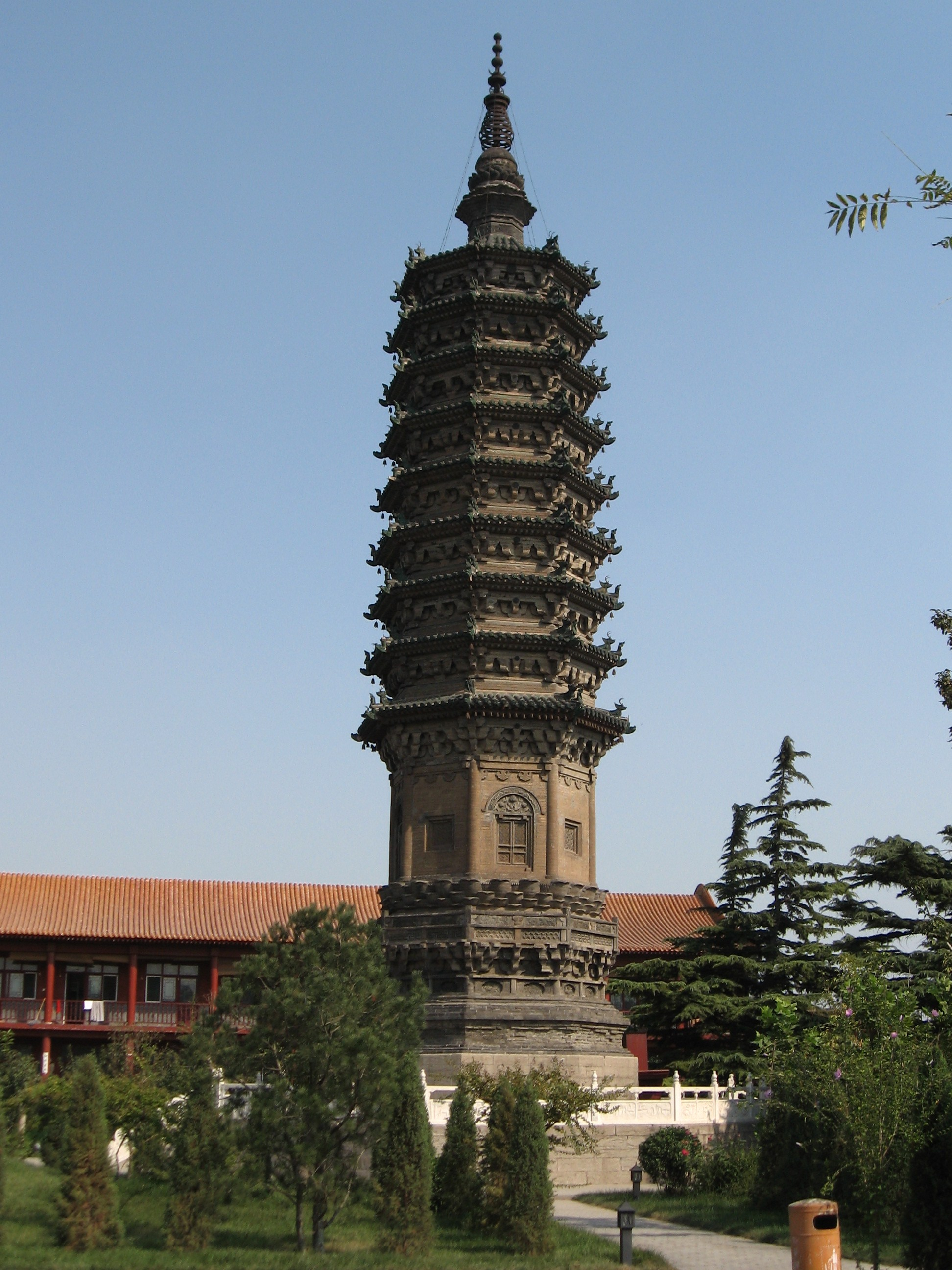
河北省石家庄市正定县临济寺澄灵塔是临济义玄的舍利塔

## 其他
- 日本名僧一休宗纯在他的《狂云集》和《续狂云集》中写了很多称赞临济的诗歌。
- 日本有很多寺院用他的法号命名，如静冈的临济寺，丰桥市的临济寺，仙台的临济院，东京新宿的济松寺（济指临济义玄，松指松平家）等。
- 临济的宗风崚烈，在古代日本颇受将军，大名和上层武士的推崇，日本民间将他称作“临济将军”或“喝之临济”。
- 日本战国大名武田信玄原名武田晴信，信玄是出家后的法名，据《甲陽軍鑑》记载，玄字即取自临济义玄。